# Necydalis mellita
Necydalis mellita är en skalbaggsart som först beskrevs av Thomas Say 1835.  Necydalis mellita ingår i släktet stekelbockar, och familjen långhorningar. Inga underarter finns listade i Catalogue of Life.

## Bildgalleri

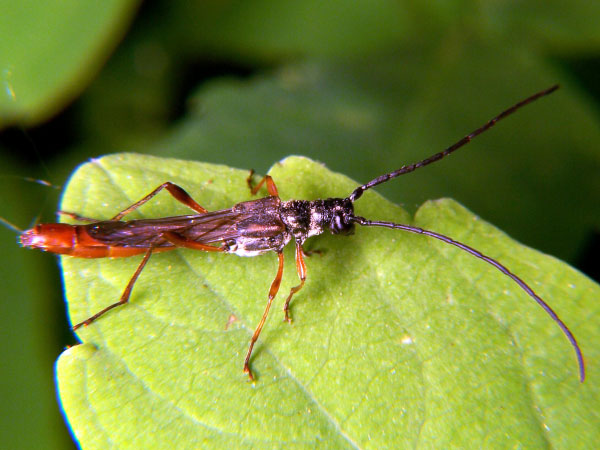